# Franz Beckenbauer
Franz Anton Beckenbauer (Múnich, 11 de septiembre de 1945-Salzburgo, 7 de enero de 2024), conocido como der Kaiser (el Káiser), fue un futbolista, entrenador y dirigente deportivo alemán, reconocido como uno de los mejores futbolistas de la historia, así como el mejor defensa de todos los tiempos. Ganador de dos Balones de Oro, fue el primer defensa en lograr esta hazaña. Se desempeñaba como presidente honorario del Bayern de Múnich hasta su fallecimiento.
Fue un jugador versátil. Si bien destacaba como mediocampista, se adaptó a diferentes posiciones en el campo de juego, y es considerado como el gran exponente de la posición de defensa líbero, desconocida hasta su época.
Durante su carrera profesional, de 1964 a 1983, jugó principalmente en el FC Bayern de Múnich, así como en el Cosmos de Nueva York y el Hamburgo SV. Como jugador y con la camiseta del Bayern de Múnich, obtuvo a nivel continental una Recopa de Europa (1966-1967), tres Copas de Europa (1973-1974, 1974-1975 y 1975-1976) y una Copa Intercontinental (1976), mientras que a nivel nacional obtuvo cuatro Bundesligas (1969, 1972, 1973 y 1974) y cuatro Copas de Alemania (1966, 1967, 1969 y 1971). Fue el primer jugador en ganar tres Copas de Europa como capitán de su club.
Fue internacional 103 veces para Alemania Occidental y jugó en tres Copas Mundiales de la FIFA y dos Campeonatos Europeos. Es uno de los tres hombres, junto con el brasileño Mário Zagallo y el francés Didier Deschamps, que han ganado la Copa del Mundo como jugador y como entrenador; levantó el trofeo de la Copa del Mundo como capitán en 1974 y repitió la hazaña como entrenador en 1990. Fue el primer capitán en levantar la Copa del Mundo y el Campeonato de Europa a nivel internacional y la Copa de Europa a nivel de clubes.
Ha sido galardonado con el Balón de Oro de Europa en 1972 y 1976. Ocupa el tercer lugar en la clasificación del mejor futbolista del siglo XX publicado por IFFHS en 2004 —tras Pelé y Johan Cruyff— y el segundo lugar en la clasificación del mejor futbolista europeo del siglo XX en 2004 —tras Cruyff—. En el año 2007, fue nombrado por la IFFHS como «Genio universal del fútbol mundial» (top jugador, entrenador y directivo). Fue nombrado en el Equipo Mundial del Siglo XX en 1998, en el Equipo de Ensueño de la Copa Mundial de la FIFA en 2002 y en 2004 fue incluido en el FIFA 100 de los mejores jugadores vivos del mundo.
Después de ser futbolista, trabajó como director del equipo y, desde 1994 a 2009, fue presidente del Bayern de Múnich y, al abandonar este cargo, en 2009, fue designado presidente honorario. Después de dos temporadas con el New York Cosmos, fue incluido en el Salón de la Fama del Fútbol Nacional de EE. UU. También fue presidente del Comité Organizador de la Copa del Mundo de 2006 y presidente de la junta directiva del FC Bayern Múnich AG. De 1998 a 2010, fue uno de los vicepresidentes del Comité Ejecutivo de la DFB y, de 2007 a 2011, fue miembro de los Comités Ejecutivos de la FIFA.
El 14 de diciembre de 2020, fue incluido como defensa central en el dream team histórico del Balón de Oro.
Fue padre del futbolista Stephan Beckenbauer.

## Trayectoria

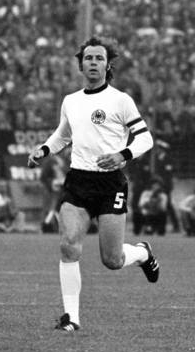
Beckenbauer, en la Copa del Mundo de 1974.

Desde joven despuntó en el equipo TSV Múnich 1860. El FC Bayern de Múnich, el otro equipo de la ciudad que entonces no era más que un equipo regular de la Bundesliga, lo fichó a los 14 años. Beckenbauer debutó en la liga alemana en 1964 y asombró al mundo en la Copa Mundial de Fútbol de 1966 en Inglaterra al marcar 4 goles con Alemania, equipo que terminó en segundo lugar.

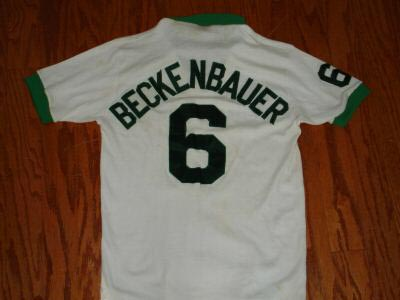
Camiseta utilizada por Beckenbauer en el New York Cosmos en 1977

En esta época el Bayern empezó a forjar su leyenda y se convirtió en la nueva potencia mundial a nivel de clubes. Un año más tarde de su mítica aparición en la Copa Mundial de Fútbol de 1970 en México, en la que llegó a jugar un partido con el brazo en cabestrillo, se convirtió en capitán de la Nationalmannschaft (la selección alemana de fútbol). En aquel mundial, Alemania fue protagonista del mejor partido del torneo al enfrentar a Italia, partido que terminó siendo conocido como "El Partido del Siglo". Alemania perdió el encuentro pero terminó en tercer lugar en la competencia tras vencer a Uruguay.
Aquí es donde empieza la época dorada del fútbol alemán y del Bayern de Múnich. En la Eurocopa 1972, tuvo una mágica actuación como líder del equipo alemán, derrotando al anfitrión Bélgica en semifinales por un contundente 2-1 y en la final a la Unión Soviética por un contundente 3-0, quedando consignado en el equipo ideal de la copa en la posición de líbero. Luego de la Eurocopa consiguió sendos tripletes en la Bundesliga (1972-1974) y en la Copa de Europa (1974-1976). La imparable maquinaria alemana ganó la Copa del mundo de la que eran anfitriones. La Copa Mundial de Fútbol de 1974 fue impresionante en la fase de grupos. Logró sendas victorias por 1-0 sobre la selección chilena y 3-0 sobre una débil Australia que, aunque cayó por 1-0 frente a la Alemania Democrática, pudo clasificar como segundo de su grupo a la siguiente fase. Ya en la segunda fase, todo se pondría más difícil pues tendría que enfrentar a Suecia, Polonia y Yugoslavia, a quienes lograría derrotar por 2-0 a Yugoslavia, 4-2 a Suecia y un apretado 1-0 a Polonia que le daba el derecho de jugar la final contra la Naranja Mecánica de Johan Cruyff. En aquella final el equipo alemán inició perdiendo, pero gracias al liderazgo de Beckenbauer y los goles de Müller logró darle vuelta y se coronó campeón con un 2-1. Durante este periodo de gloria consiguió ganar dos balones de Oro (1972 y 1976) por su reconocida labor con la selección alemana y el Bayern de Múnich.

### Dopaje
En 1977, durante una entrevista para la revista alemana Stern, Beckenbauer afirmó haber utilizado dopaje sanguíneo para mejorar su rendimiento: «Tengo un método particular para mantenerme al máximo nivel: la inyección de mi propia sangre. Unas cuantas veces al mes mi amigo Manfred Köhnlechner me hace una extracción de sangre en un brazo para luego inyectármela de nuevo en una nalga. Esto causa una inflamación artificial, lo que eleva el nivel de glóbulos rojos y blancos, y el rendimiento general del organismo». En el año en el que se hicieron estas declaraciones, este tipo de conductas todavía no eran ilegales en el ámbito del deporte.
En el 2013 se publicó un informe en el que se probaba el dopaje sistemático de los deportistas alemanes de la República Federal de Alemania en los años 50 y 60. En este informe se afirma que tres futbolistas sin identificar de la selección de Alemania Federal dieron positivo por efedrina tras la final del Mundial de 1966. Durante un debate en la cadena de televisión pública alemana ZDF, Beckenbauer afirmó que nunca había tomado nada sin saber lo que era, aunque acto seguido dijo que el equipo médico les suministraba inyecciones de vitaminas de las que no sabía más detalles.

### Retiro de las canchas e inicio de su carrera como entrenador
Finalmente, su carrera deportiva llegaría a su fin en 1981, tras recibir un fuerte golpe en los riñones que lo obligaría a dejar el campo de juego como jugador e iniciar su carrera como entrenador.
Cuando Beckenbauer volvió a la selección en 1984, después de haberse retirado un año antes, lo hizo como director técnico. Sorprendentemente, der Kaiser, que no tenía ninguna experiencia como entrenador, llevó a su equipo hasta la final del Mundial 1986 en México, aunque cayeron en este partido ante la Argentina.

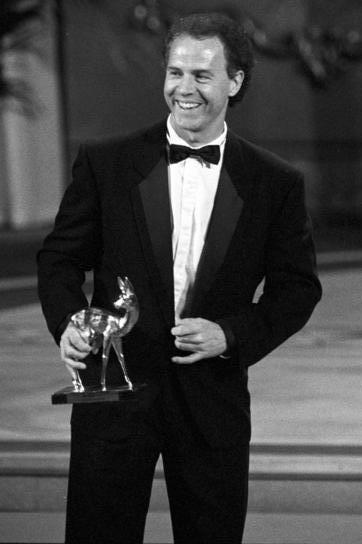
Beckenbauer recibiendo el premio Sports Bambi en la Ópera de Leipzig, Augustusplatz, en 1990.

En Italia, durante el Mundial 1990, Beckenbauer hizo aún más grande su leyenda al lograr ser la segunda persona en el mundo en conseguir la Copa del Mundo como jugador y como entrenador (hecho que el brasileño Mário Zagallo había logrado por primera vez veinte años antes, en 1970).[cita requerida]
También dirigió al Olympique de Marsella la temporada 1990-91 y al Bayern de Múnich en dos etapas en 1994 y 1996 como interino hasta el nombramiento de los correspondientes entrenadores, mientras ocupaba sus cargos en la directiva del club.[cita requerida]

### Últimos años
En el 2009, abandonó la presidencia del club alemán Bayern de Múnich, dejando el cargo en manos del exfutbolista Uli Hoeneß. Asimismo era el vicepresidente de la DFB (Deutscher Fussball Bund o Federación Alemana de Fútbol), además de ser el principal organizador del Mundial 2006, jugada los meses de junio y julio en Alemania, y fue nombrado "Presidente de honor" del Bayern y "Miembro de honor" de la Federación Alemana de Fútbol.[cita requerida]

## Estadísticas

### Clubes
Datos actualizados a fin de carrera deportiva.
| F. C. Bayern · Alemania        | 2.ª                   | 1963-64               | 2   | –  | 4  | 2 | –  | – | 6   | 2  | 0.33 |
| F. C. Bayern · Alemania        | 2.ª                   | 1964-65               | 31  | 16 | 6  | 1 | –  | – | 37  | 17 | 0.46 |
| F. C. Bayern · Alemania        | 1.ª                   | 1965-66               | 33  | 4  | 6  | 1 | –  | – | 39  | 5  | 0.13 |
| F. C. Bayern · Alemania        | 1.ª                   | 1966-67               | 33  | –  | 5  | – | 9  | – | 47  | 0  | 0    |
| F. C. Bayern · Alemania        | 1.ª                   | 1967-68               | 28  | 4  | 4  | – | 7  | 1 | 39  | 5  | 0.13 |
| F. C. Bayern · Alemania        | 1.ª                   | 1968-69               | 33  | 2  | 6  | – | –  | – | 39  | 2  | 0.05 |
| F. C. Bayern · Alemania        | 1.ª                   | 1969-70               | 34  | 6  | 1  | – | 2  | – | 37  | 6  | 0.16 |
| F. C. Bayern · Alemania        | 1.ª                   | 1970-71               | 33  | 3  | 9  | 1 | 8  | 1 | 50  | 5  | 0.10 |
| F. C. Bayern · Alemania        | 1.ª                   | 1971-72               | 34  | 6  | 6  | 1 | 7  | 1 | 47  | 8  | 0.17 |
| F. C. Bayern · Alemania        | 1.ª                   | 1972-73               | 34  | 6  | 6  | – | 6  | 1 | 46  | 7  | 0.15 |
| F. C. Bayern · Alemania        | 1.ª                   | 1973-74               | 34  | 4  | 4  | – | 10 | 1 | 48  | 5  | 0.10 |
| F. C. Bayern · Alemania        | 1.ª                   | 1974-75               | 33  | 1  | 3  | – | 7  | 1 | 43  | 2  | 0.05 |
| F. C. Bayern · Alemania        | 1.ª                   | 1975-76               | 34  | 5  | 7  | 2 | 11 | – | 52  | 7  | 0.13 |
| F. C. Bayern · Alemania        | 1.ª                   | 1976-77               | 33  | 3  | 4  | – | 10 | 1 | 47  | 4  | 0.09 |
| F. C. Bayern · Alemania        | Total F. C. Bayern    | Total F. C. Bayern    | 429 | 60 | 71 | 8 | 77 | 7 | 577 | 75 | 0.13 |
| New York Cosmos Estados Unidos | 1.ª                   | 1977                  | 15  | 4  | –  | – | –  | – | 15  | 4  | 0.27 |
| New York Cosmos Estados Unidos | 1.ª                   | 1978                  | 27  | 8  | –  | – | –  | – | 27  | 8  | 0.30 |
| New York Cosmos Estados Unidos | 1.ª                   | 1979                  | 12  | 1  | –  | – | –  | – | 12  | 1  | 0.08 |
| New York Cosmos Estados Unidos | 1.ª                   | 1980                  | 26  | 4  | –  | – | –  | – | 26  | 4  | 0.15 |
| Hamburger S. V. · Alemania     | 1.ª                   | 1980-81               | 18  | –  | 2  | – | –  | – | 20  | 0  | 0    |
| Hamburger S. V. · Alemania     | 1.ª                   | 1981-82               | 10  | –  | 3  | – | 5  | – | 18  | 0  | 0    |
| Hamburger S. V. · Alemania     | Total Hamburger S. V. | Total Hamburger S. V. | 28  | 0  | 5  | 0 | 5  | 0 | 38  | 0  | 0    |
| New York Cosmos Estados Unidos | 1.ª                   | 1983                  | 25  | 2  | –  | – | –  | – | 25  | 2  | 0.08 |
| New York Cosmos Estados Unidos | Total New York Cosmos | Total New York Cosmos | 105 | 19 | 0  | 0 | 0  | 0 | 105 | 19 | 0.18 |
| Total carrera                  | Total carrera         | Total carrera         | 562 | 79 | 76 | 8 | 82 | 7 | 720 | 94 | 0.13 |
| 1. 2. 3.                       |                       |                       |     |    |    |   |    |   |     |    |      |

## Selección nacional

### Como jugador

#### Participaciones en fases clasificatorias
| Clasificatorias Mundial  | Resultado      | Posición | Partidos | Goles | % gol |
| ------------------------ | -------------- | -------- | -------- | ----- | ----- |
| Mundial de 1966          | Clasificado    | 1.º      | 2        | 0     | 0     |
| Mundial de 1970          | Clasificado    | 1.º      | 5        | 0     | 0     |
| Clasificatorias Eurocopa | Resultado      | Posición | Partidos | Goles | % gol |
| Eurocopa 1968            | No Clasificado | 2.º      | 2        | 0     | 0     |
| Eurocopa 1972            | Clasificado    | 1.º      | 8        | 0     | 0     |
| Eurocopa 1976            | Clasificado    | 1.º      | 8        | 0     | 0     |
| Total                    | Total          | Total    | 25       | 0     | 0     |

#### Participaciones en fases finales
| Torneo          | Resultado     | Partidos | Goles | % gol |
| --------------- | ------------- | -------- | ----- | ----- |
| Mundial de 1966 | Subcampeón    | 6        | 4     | 0.67  |
| Mundial de 1970 | Tercer puesto | 5        | 1     | 0.20  |
| Eurocopa 1972   | Campeón       | 2        | 0     | 0     |
| Mundial de 1974 | Campeón       | 7        | 0     | 0     |
| Eurocopa 1976   | Subcampeón    | 2        | 0     | 0     |
| Total           | Total         | 22       | 5     | 0.23  |

### Como entrenador
| Torneo          | Resultado     | J  | G  | E | P | GF | GC | Dif |
| --------------- | ------------- | -- | -- | - | - | -- | -- | --- |
| Mundial de 1986 | Subcampeón    | 7  | 3  | 2 | 2 | 8  | 7  | +1  |
| Eurocopa 1988   | Tercer puesto | 4  | 2  | 1 | 1 | 6  | 3  | +3  |
| Mundial de 1990 | Campeón       | 7  | 5  | 2 | 0 | 15 | 5  | +10 |
| Total           | Total         | 18 | 10 | 5 | 3 | 29 | 15 | +14 |

## Fallecimiento
Beckenbauer falleció el 7 de enero de 2024, a los 78 años de edad, como consecuencia de la enfermedad de Parkinson y el trastorno de demencia.

## Palmarés

### Como jugador

#### Títulos nacionales
| Título                       | Club            | País           | Año     |
| ---------------------------- | --------------- | -------------- | ------- |
| Copa de Alemania             | Bayern Múnich   | Alemania       | 1965-66 |
| Copa de Alemania             | Bayern Múnich   | Alemania       | 1966-67 |
| Bundesliga                   | Bayern Múnich   | Alemania       | 1968-69 |
| Copa de Alemania             | Bayern Múnich   | Alemania       | 1968-69 |
| Copa de Alemania             | Bayern Múnich   | Alemania       | 1970-71 |
| Bundesliga                   | Bayern Múnich   | Alemania       | 1971-72 |
| Bundesliga                   | Bayern Múnich   | Alemania       | 1972-73 |
| Bundesliga                   | Bayern Múnich   | Alemania       | 1973-74 |
| North American Soccer League | New York Cosmos | Estados Unidos | 1977    |
| North American Soccer League | New York Cosmos | Estados Unidos | 1978    |
| North American Soccer League | New York Cosmos | Estados Unidos | 1980    |
| Bundesliga                   | Hamburger S. V. | Alemania       | 1981-82 |

#### Títulos internacionales
Nota (*): incluyendo selección.
| Título                 | Equipo *              | Sede           | Año     |
| ---------------------- | --------------------- | -------------- | ------- |
| Recopa de Europa       | Bayern Múnich         | Núremberg      | 1966-67 |
| Eurocopa               | Selección de Alemania | Bélgica        | 1972    |
| Copa Mundial de Fútbol | Selección de Alemania | Múnich         | 1974    |
| Copa de Europa         | Bayern Múnich         | Bruselas       | 1973-74 |
| Copa de Europa         | Bayern Múnich         | París          | 1974-75 |
| Copa de Europa         | Bayern Múnich         | Glasgow        | 1975-76 |
| Copa Intercontinental  | Bayern Múnich         | Belo Horizonte | 1976    |

### Como entrenador

#### Campeonatos nacionales
| Título     | Club          | País     | Año  |
| ---------- | ------------- | -------- | ---- |
| Bundesliga | Bayern Múnich | Alemania | 1994 |

#### Copas internacionales
| Título                 | Equipo                | País     | Año  |
| ---------------------- | --------------------- | -------- | ---- |
| Copa Mundial de Fútbol | Selección de Alemania | Italia   | 1990 |
| Copa UEFA              | Bayern Múnich         | Alemania | 1996 |

### Distinciones individuales
| Distinción                                                                                            | Año                                                                    |
| --- | ---------------------------------------------------------------------- |
| XI Ideal de la Bundesliga                                                                             | 1966, 1967, 1968, 1969, 1970, 1971, 1972, 1973, 1974, 1975, 1976, 1977 |
| Futbolista Alemán del año                                                                             | 1966, 1968, 1974, 1976                                                 |
| Equipo All-Star de la Copa Mundial de Fútbol                                                          | 1966,1970, 1974                                                        |
| Mejor Jugador Joven de la Copa Mundial de Fútbol                                                      | 1966                                                                   |
| Bota de bronce de la Copa Mundial de Fútbol                                                           | 1966                                                                   |
| Defensa del Año en la Bundesliga                                                                      | 1967, 1969, 1970, 1971, 1972, 1974                                     |
| FIFA XI                                                                                               | 1968                                                                   |
| Balón de Oro                                                                                          | 1966(3°), 1972(1°), 1974(2°), 1975(2°), 1976(1°)                       |
| XI Ideal de la Eurocopa                                                                               | 1972, 1976                                                             |
| Balón de Plata de la Copa Mundial de Fútbol                                                           | 1974                                                                   |
| Orden del Mérito de la FIFA                                                                           | 1984                                                                   |
| Mejor Jugador Europeo de la IFFHS (1956-1990)                                                         | 1990(2°)                                                               |
| XI Histórico de la Copa Mundial de Fútbol                                                             | 1994                                                                   |
| XI Mundial del Siglo XX                                                                               | 1998                                                                   |
| World Soccer: Los 100 mejores futbolistas de todos los tiempos                                        | 1999                                                                   |
| XI de Ensueño de la Copa Mundial de Fútbol                                                            | 2002                                                                   |
| Premio al jugador del centenario de la FIFA y personalidad del fútbol                                 | 2004                                                                   |
| Galardonado como FIFA 100                                                                             | 2004                                                                   |
| Mejor Futbolista Europeo del siglo XX por la IFFHS                                                    | 2004(2°)                                                               |
| Mejor Futbolista del Mundo del siglo XX por la IFFHS                                                  | 2004(3°)                                                               |
| Encuesta del Jubileo de Oro de la UEFA                                                                | 2004(2°)                                                               |
| Premio al jugador del centenario de la FIFA y personalidad del fútbol                                 | 2004                                                                   |
| Nombrado el Mejor Futbolista Alemán de la historia                                                    | 2006                                                                   |
| Premio Laureus a la Trayectoria                                                                       | 2007                                                                   |
| Nombrado por la IFFHS como "Genio universal del fútbol mundial" (Top Jugador, Entrenador y Directivo) | 2007                                                                   |
| Golden Foot como leyenda de fútbol                                                                    | 2010                                                                   |
| Marca Leyenda                                                                                         | 2012                                                                   |
| Premio Presidencial de la FIFA                                                                        | 2012                                                                   |
| Premio del Presidente de la UEFA                                                                      | 2012                                                                   |
| World Soccer: Los mejores jugadores del siglo XX                                                      | 2013(4°)                                                               |
| World Soccer: XI más grande de todos los tiempos                                                      | 2013                                                                   |
| IX Histórico de la Eurocopa                                                                           | 2016                                                                   |
| XI Histórico del Bayern Múnich                                                                        | 2018                                                                   |
| Miembro del Salón de la Fama del Deporte de Alemania                                                  | 2019                                                                   |
| Dream Team del Balón de Oro                                                                           | 2020                                                                   |
| XI Histórico de Europa por la IFFHS                                                                   | 2021                                                                   |
| XI Histórico Mundial por la IFFHS                                                                     | 2021                                                                   |

## Filmografía
- Documental TVE (30/04/2013), «Conexión vintage - Beckenbauer contra Cruyff, 1974» en rtve.es